# Una canzone/Quando l'amore ti tocca
Una canzone/Quando l'amore ti tocca è il 123° singolo di Mina, pubblicato nel 1981 dall'etichetta privata dell'artista PDU e distribuito dalla EMI Italiana.

## Descrizione
Anticipa l'album Salomè che sarà pubblicato a novembre.
Contiene Una canzone, un brano molto orecchiabile e piacevole realizzata in collaborazione con i New Trolls, che duettano con Mina nel pezzo. A sua volta, Quando l'amore ti tocca averne uno coinvolgimento emotivo evocato nell'animo da questo sentimento mediante i suoi aspetti più contrastanti.
Entrambe le canzoni, tradotte in francese da Pierre Delanoë, rispettivamente intitolate C'est une chanson e Quand l'amour vous touche, sono state pubblicate in Francia su singolo (Pathé C008-72447), con l'intenzione di inserirle in un nuovo intero album in francese, ma quest'ultimo progetto fu quasi subito abbandonato. Compariranno poi nella raccolta internazionale su CD Je suis Mina del 2011.
Il disco non riscuote un successo paragonabile ai singoli precedenti e neppure vicino a quello ben maggiore dell'album in cui i suoi brani sono contenuti. Tuttavia arriva fino al 21º posto nella classifica settimanale e al 70° in quella annuale del 1981.

## Tracce
Lato A
1. Una canzone (feat. New Trolls) – 4:05 (testo: Nico Di Palo, Vittorio De Scalzi – musica: Gianni Belleno, Arturo "Ricky" Belloni; edizioni musicali GSU/PDU/Sensazioni/Usignolo)

Lato B
1. Quando l'amore ti tocca – 3:15 (testo: Renato Di Bitonto "Dibì" – musica: Ninni Carucci; edizioni musicali PDU)

## Formazioni
Una canzone
- New Trolls - Ricky Belloni (chitarre, voce), Vittorio De Scalzi (tastiere, voce),

Nico Di Palo (basso, voce, chitarre), Gianni Belleno (batteria, voce)
- Mina (cori)
- Gianfranco Lombardi (arrangiamento, tastiere)

Quando l'amore ti tocca
- Mina (voce)
- Carmelo "Ninni" Carucci (arrangiamento, tastiere)
- Andrea Sacchi (chitarre), Giuseppe "Baffo" Banfi (tastiere), Paolo Donnarumma (basso), Walter Scebran (batteria, percussioni)

Tecnico del suono Nuccio Rinaldis in entrambi i brani.